# Nicolás Brussino

Nicolás "Nico" Brussino (Cañada de Gómez, 3 de março de 1993) é um basquetebolista argentino que atualmente joga pelo Gran Canaria disputando a Liga Endesa e a EuroCopa. O atleta possui 2,03 m atua na posição ala. Fez parte do selecionado argentino que conquistou a vaga para o torneio olímpico de basquetebol dos Jogos Olímpicos de Verão de 2016 no Rio de Janeiro.